# 力石考
力石 考（りきいし こう、1948年4月22日 - ）は、日本の俳優。本名、藤田 徳次（ふじた とくじ）。
埼玉県出身。身長177cm、体重60kg。早稲田大学卒業。

## 来歴・人物
劇団四季を経て、劇団青年座に所属。1970年代より舞台出演の傍ら、テレビドラマにも出演する様になる。四季を退団してフリーになった際に『あしたのジョー』の登場人物・力石徹に風貌が似ていたため「力石 考」という芸名に改名させられている。
その後は特撮作品『スーパーロボット マッハバロン』（日本テレビ）でのレギュラー出演をはじめ、1980年代初頭までテレビドラマに出演。刑事ドラマ『Gメン'75』（TBS）では香港シリーズの殺し屋役で出演していた。
特技は、乗馬｡。
2013年11月9日に行われた ｢こちら特撮情報局 開局10周年記念コンテンツ バロンシリーズスタッフ・キャスト座談会｣ で下塚誠の話によると、力石について ｢彼は劇団四季の出身で、非常に発声のしっかりした方でしたね。お芝居的には色々と勉強させて頂きました｣ と振り返っており、同席していた加藤寿も｢下塚君の言う通り、力石さんはしっかり台詞が通る人でしたね。ジョークを飛ばさない、演技論を熱く語るような割合固い人でしたね｣ と話している｡ただその一方で ｢ジョークのセンスは、力石さんには無かったと思いますよ｡ 笑｣ とも語っている。

## 出演

### テレビドラマ
- もう一つの青春（1971年、NTV）
- 必殺仕掛人 第8話「過去に追われる仕掛人」（1972年、ABC） - 青山
- 白い牙 第16話「虚栄の女」（1974年、NTV）
- スーパーロボット マッハバロン（1974年 - 1975年、NTV） - 岩井明
- Gメン'75（TBS）
  - 第117話「日本降伏32年目の殺人」（1977年） - 浅見
  - 第126話「南シナ海の殺し屋」
  - 第127話「マカオの殺し屋」（1977年）- 張清群
  - 第192話「バラバラ殺人事件」（1979年）- 影山刑事
  - 第215話「白バイに乗った痴漢」（1979年）- 松野次郎
  - 第253話「白バイに乗った暗殺者たち」（1980年） - 火野
  - 第267話「Gメン対世界最強の香港カラテ」
  - 第268話「Gメン対世界最強の香港カラテ PART2」（1980年）- 遊佐哲治
- UFO大戦争 戦え! レッドタイガー 第18話「喋る小鳥が謎を解く」（1978年、12ch）- ギロー指揮官（変身態）
- 特捜最前線（ANB）
  - 第63話「痴漢・女子大生被害レポート!」（1978年）
  - 第73話「蝶が舞う殺人現場!」（1978年）
- 柳生一族の陰謀 第5話「人質救出指令」（1978年、ANB） - 村雨陣十郎
- ザ・スーパーガール 第27話「夜の診察室 浮気に燃える人妻」（1979年、12ch）
- ミラクルガール 第7話「美人探偵潜入作戦」（1980年、12ch） - マキノ
- 走れ!熱血刑事 第8話「日曜はロックンロール」（1981年、ANB）

### 映画
- 鐵超人（1975年、長弓電影公司）[注釈 1]

### 舞台
- フィガロの結婚（1972年、劇団四季）
- オズの魔法使い（1972年、劇団四季）
- 絵師金蔵（1972年、劇団四季）

### 吹き替え
- 黄金の矢（タブ・ハンター）
- ジュリアス・シーザー（リチャード・チェンバレン）